# Sindaci di Kassel
Di seguito l'elenco cronologico dei sindaci di Kassel e delle altre figure apicali equivalenti che si sono succedute nel corso della storia.

## Repubblica di Weimar (1918-1933)
| Sindaci (Oberbürgermeister) (1918-1933) | Sindaci (Oberbürgermeister) (1918-1933) | Sindaci (Oberbürgermeister) (1918-1933) | Sindaci (Oberbürgermeister) (1918-1933) | Sindaci (Oberbürgermeister) (1918-1933) |
| Nominativo                              | Partito                                 | Partito                                 | Mandato                                 | Mandato                                 |
| Nominativo                              | Partito                                 | Partito                                 | Inizio                                  | Fine                                    |
| --------------------------------------- | --------------------------------------- | --------------------------------------- | --------------------------------------- | --------------------------------------- |
| Erich Friedrich Ludwig Koch-Weser       |                                         | Partito Democratico Tedesco             | 1918                                    | 1919                                    |
| Philipp Scheidemann                     |                                         | Partito Socialdemocratico di Germania   | 19 dicembre 1919                        | 1º ottobre 1925                         |
| Herbert Stadler                         | ?                                       | ?                                       | 1º ottobre 1925                         | 24 marzo 1933                           |

## Germania nazista (1933-1945)
| Sindaci (Oberbürgermeister) nominati dal governo (1933-1945) | Sindaci (Oberbürgermeister) nominati dal governo (1933-1945) | Sindaci (Oberbürgermeister) nominati dal governo (1933-1945) | Sindaci (Oberbürgermeister) nominati dal governo (1933-1945) | Sindaci (Oberbürgermeister) nominati dal governo (1933-1945) |
| Nominativo                                                   | Partito                                                      | Partito                                                      | Mandato                                                      | Mandato                                                      |
| Nominativo                                                   | Partito                                                      | Partito                                                      | Inizio                                                       | Fine                                                         |
| ------------------------------------------------------------ | ------------------------------------------------------------ | ------------------------------------------------------------ | ------------------------------------------------------------ | ------------------------------------------------------------ |
| Gustav Lahmeyer                                              |                                                              | Partito Nazionalsocialista Tedesco dei Lavoratori            | 24 marzo 1933                                                | 6 aprile 1945                                                |

## Zona di occupazione statunitense (1945-1949)
| Willi Seidel |  | Indipendente | 1945 | 1949 |

## Repubblica Federale di Germania (dal 1949)
| Sindaci (Oberbürgermeister) eletti dal Consiglio cittadino (1949-1993)   | Sindaci (Oberbürgermeister) eletti dal Consiglio cittadino (1949-1993) | Sindaci (Oberbürgermeister) eletti dal Consiglio cittadino (1949-1993) | Sindaci (Oberbürgermeister) eletti dal Consiglio cittadino (1949-1993) | Sindaci (Oberbürgermeister) eletti dal Consiglio cittadino (1949-1993) | Sindaci (Oberbürgermeister) eletti dal Consiglio cittadino (1949-1993) | Sindaci (Oberbürgermeister) eletti dal Consiglio cittadino (1949-1993) |
| Nominativo                                                               | Partito                                                                | Partito                                                                | Mandato                                                                | Mandato                                                                | Elezione                                                               |                                                                        |
| Nominativo                                                               | Partito                                                                | Partito                                                                | Inizio                                                                 | Fine                                                                   | Elezione                                                               |                                                                        |
| ------------------------------------------------------------------------ | ---------------------------------------------------------------------- | ---------------------------------------------------------------------- | ---------------------------------------------------------------------- | ---------------------------------------------------------------------- | ---------------------------------------------------------------------- | ---------------------------------------------------------------------- |
| Willi Seidel                                                             |                                                                        | Indipendente                                                           | 1949                                                                   | 1954                                                                   | ?                                                                      |                                                                        |
| Lauritz Lauritzen                                                        |                                                                        | Partito Socialdemocratico di Germania                                  | 1954                                                                   | 1963                                                                   | ?                                                                      |                                                                        |
| Karl Branner                                                             |                                                                        | Partito Socialdemocratico di Germania                                  | 1963                                                                   | 1975                                                                   | ?                                                                      |                                                                        |
| Hans Eichel                                                              |                                                                        | Partito Socialdemocratico di Germania                                  | 1975                                                                   | 1991                                                                   | ?                                                                      |                                                                        |
| Wolfram Bremeier                                                         |                                                                        | Partito Socialdemocratico di Germania                                  | 1991                                                                   | 1993                                                                   | ?                                                                      |                                                                        |
| Sindaci (Oberbürgermeister) eletti direttamente dai cittadini (dal 1993) |                                                                        |                                                                        |                                                                        |                                                                        |                                                                        |                                                                        |
| Nominativo                                                               | Partito                                                                | Partito                                                                | Mandato                                                                | Mandato                                                                | Elezione                                                               |                                                                        |
| Nominativo                                                               | Partito                                                                | Partito                                                                | Inizio                                                                 | Fine                                                                   | Elezione                                                               |                                                                        |
| Georg Lewandowski                                                        |                                                                        | Unione Cristiano-Democratica di Germania                               | 1993                                                                   | 2005                                                                   | Elezione 1993                                                          |                                                                        |
| Georg Lewandowski                                                        | Elezione 1999                                                          | Unione Cristiano-Democratica di Germania                               | 1993                                                                   | 2005                                                                   |                                                                        |                                                                        |
| Bertram Hilgen                                                           |                                                                        | Partito Socialdemocratico di Germania                                  | 2005                                                                   | 22 luglio 2017                                                         | Elezione 2005                                                          |                                                                        |
| Bertram Hilgen                                                           | Elezione 2011                                                          | Partito Socialdemocratico di Germania                                  | 2005                                                                   | 22 luglio 2017                                                         |                                                                        |                                                                        |
| Christian Geselle                                                        |                                                                        | Partito Socialdemocratico di Germania                                  | 22 luglio 2017                                                         | in carica                                                              | Elezione 2017                                                          |                                                                        |